# Malawszczyzna
Malawszczyzna (biał. Маляўшчына; ros. Малявщина) – wieś na Białorusi, w obwodzie mińskim, w rejonie nieświeskim, w sielsowiecie Horodziej, przy drodze republikańskiej .

## Historia
W dwudziestoleciu międzywojennym wieś, folwark i osada leżące w Polsce, w województwie nowogródzkim, w powiecie nieświeskim, w gminie Horodziej. Demografia w 1921 przedstawiała się następująco:
|                       | Liczba mieszkańców | Budynki | Narodowość  | Narodowość        | Wyznanie    | Wyznanie   | Wyznanie |
| Polacy                | Liczba mieszkańców | Budynki | Białorusini | rzymskokatolickie | prawosławne | mojżeszowe |          |
| --------------------- | ------------------ | ------- | ----------- | ----------------- | ----------- | ---------- | -------- |
| wieś Malawszczyzna    | 191                | 37      | –           | 191               | –           | 186        | 5        |
| folwark Malawszczyzna | 40                 | 9       | –           | 40                | –           | 40         | –        |
| osada Malawszczyzna   | 17                 | 3       | 16          | 1                 | 16          | 1          | –        |

Po II wojnie światowej w granicach Związku Sowieckiego. Od 1991 w niepodległej Białorusi.